# Zillingdorf
Zillingdorf è un comune austriaco di 2 034 abitanti nel distretto di Wiener Neustadt-Land, in Bassa Austria; ha lo status di comune mercato (Marktgemeinde).